# Антрахиноновые красители

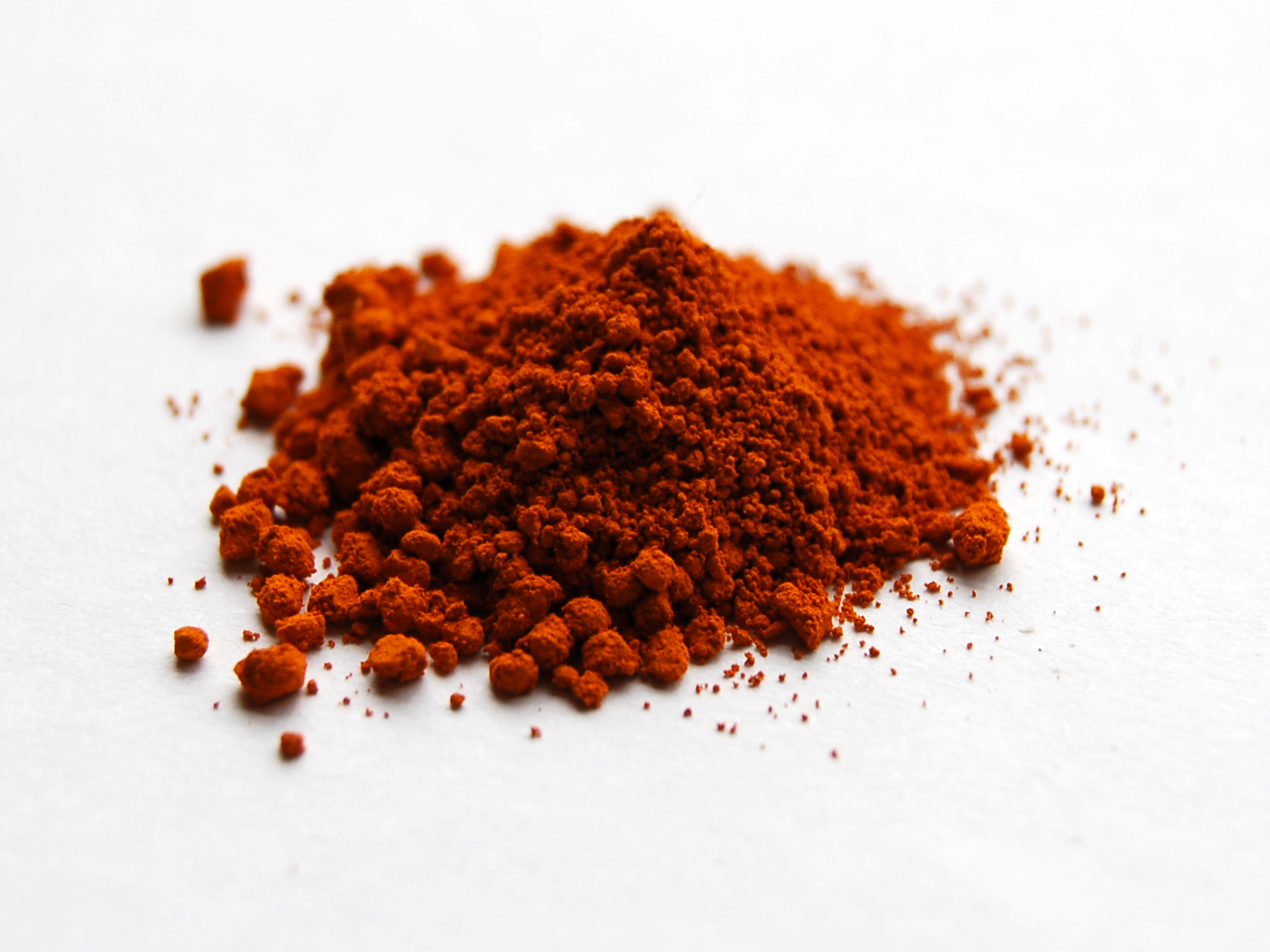
Ализарин — представитель антрахиноновых красителей

Антрахиноновые красители — группа красителей, являющихся производными 9,10-антрахинона. Отличаются высокой стойкостью цвета и устойчивостью к действию света. Включают в себя обширную группу химических соединений.

## Хромофорная система антрахиноновых красителей

Сопряжённые двойные связи антрахиноновых красителей

Своей окраской антрахиноновые красители обязаны наличию системы сопряжённых двойных связей. Спектр поглощения незамещённого антрахинона имеет максимум в ультрафиолетовой области спектра, а его край в видимой области придаёт ему слабо-жёлтую окраску. 
При введении в молекулу антрахинона электродонорных заместителей (гидроксильная группа, аминогруппа и др.) последние начинают взаимодействовать с системой сопряжённых двойных связей, вследствие чего максимум спектра поглощения молекулы испытывает существенный сдвиг в длинноволновую часть. Электроноакцепторные группы подобного влияния не оказывают.
Цвет антрахинонового красителя зависит не только от рода заместителя, но и от его расположении в бензольном ядре: в α- или β-положении. Это связано с тем, что в α-положении заместитель имеет сопряжённую цепь из четырёх двойных связей, а в β-положении — только из трёх. Так, 1-гидроксиантрахинон окрашен в оранжевый цвет, а 2-гидроксиантрахинон — в жёлтый.
Аналогичное влияние на цвет вещества оказывает добавление второго, третьего и четвёртого заместителей в то же бензольное кольцо. Добавление электронодонорных заместителей в другое бензольное кольцо влияет на цвет вещества гораздо слабее, так как молекула антрахинона фактически представляет собой два бензольных кольца, разъединённых карбонильными группами.
Комбинированием вида и расположения заместителей (гидрокси-, алкокси-, арилокси-, амино-, алкиламино-, ариламиногрупп) можно получить практически любой цветовой оттенок.
Кроме того, добавление других групп (сульфо-, ациламино- и др.) повышает сродство красителя к волокнам, позволяет получать кислотные красители и др.

## Представители антрахиноновых красителей

Электронный спектр раствора красителя Solvent Blue 104

Краситель Кислотный синий 25

К антрахиноновым красителям относятся:
- гидроксиантрахиноновые (ализариновые) красители, например:

- Ализарин
- Ализариновый оранжевый
- Ализариновый каштановый Б
- Ализариновый синий Бс
- Ализариновый красный С
- Хинизарин

- аминоантрахиноновые красители
- дисперсные красители:

- Дисперсный фиолетовый К
- Дисперсный розовый Ж
- Дисперсный синий З

- катионные красители:

- Катионный фиолетовый 4С
- Катионный синий 4К
- Астразон синий ФГЛ

- кислотные красители:

- Кислотный синий антрахиноновый З
- Кислотный чисто-голубой антрахиноновый З
- Кислотный ярко-фиолетовый антрахиноновый 4К

- активные красители:

- Монохлортриазиновый Активный ярко-голубой К
- Пиримидиновые активные красители
- Винилсульфоновые активные красители: Активный голубой 2КТ

## Получение и применение
Синтез антрахиноновых красителей основан на двух основных реакциях: сульфировании и нитровании антрахинона, позволяющих ввести аминогруппу в молекулу с последующей заменой на другую функциональную группу.
Антрахиноновые красители находят широкое применение для окрашивания шерсти, хлопка и искусственных волокон. Особенно они эффективны в области синих, голубых и бирюзовых тонов, где более дешёвые азокрасители не могут обеспечить стойкость окраски.
Некоторые красители проявляют высокую термическую стабильность. Например, красители Solvent Blue 104 и Solvent Red 52 используются для коррекции цветности расплава полиэтилентерефталата и выдерживают нагревание до ~300 °C.